# (42) Изида
(42) Изида (лат. Isis) — астероид главного пояса, который принадлежит к светлому спектральному классу L. Он был открыт 23 мая 1856 года английским астрономом Норманом Погсоном в Обсерватории Радклиффа, Англия и назван в честь Изиды, одной из величайших богинь древности, являвшейся идеалом женственности и материнства в Древнем Египте. Кроме того, следует отметить, что имя астероида также созвучно с именем дочери первооткрывателя Элизабет Айзис Погсон (англ. Elizabeth Isis Pogson) и названием верхнего течения реки Темза.

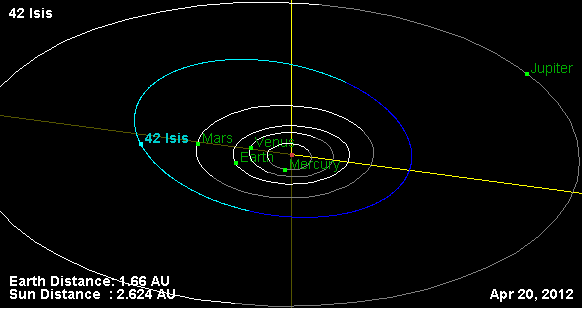
Орбита астероида Изида и его положение в Солнечной системе